# アクシスイノベーション
アクシスイノベーション株式会社は、東京都千代田区に本社を置き、北海道札幌市北区に拠点を置く、日本のシステム開発企業。アクシスルートホールディングス株式会社のグループ会社。

## 概要
医療関連の情報システム開発実績が多く、要件定義などのいわゆる上流工程から手掛けることが多い。保守・運用のシステムランニングを軸とした長期支援のシステムの開発を得意分野としている。
システム開発の他には、Webサイト制作・スマートフォンアプリ開発を手掛けている。企業のDX改善を支援している。

## 沿革
- 2012年12月 - 北海道札幌市北区にて株式会社ストレート設立。
- 2021年5月 - 本社所在地を東京都渋谷区渋谷に変更。
- 2021年9月 - 「アクシスイノベーション株式会社」に商号変更。
- 2022年6月 - 事業拡大のため東京都千代田区内幸町に移転。